# Ormosia affinis
Ormosia affinis är en tvåvingeart som först beskrevs av William Lundbeck 1898.  Ormosia affinis ingår i släktet Ormosia och familjen småharkrankar. Inga underarter finns listade i Catalogue of Life.